# 슬리브도너드산

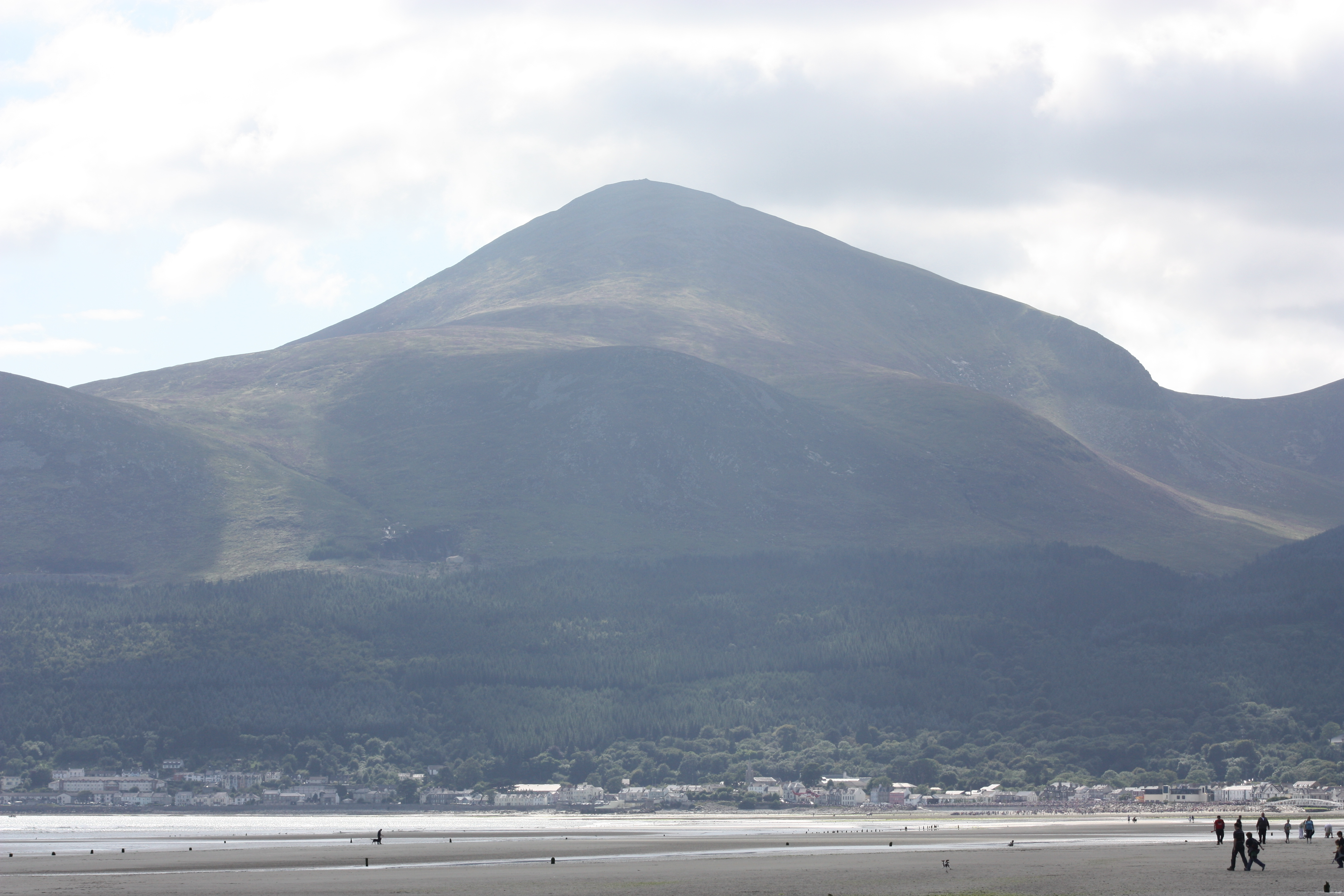
슬리브도너드산

슬리브도너드산(영어: Slieve Donard, 아일랜드어: Sliabh Dónairt)은 북아일랜드 다운주의 산으로, 고도 850m (2,790 피트)으로 북아일랜드에서 가장 높다.